# الأذرية أو اللغة العريقة لأذربيجان (كتاب)
الأذرية أو اللغة العريقة لأذربيجان (الفارسية: آذری یا زبان باستان آذربایجان) هي رسالة كتبها الباحث الإيراني أحمد كسراوي في عام 1925، حول تاريخ اللغة الأذربيجانية . وقد أقر المستشرقون هذا الكتاب. في هذا الكتاب، يزعم كسراوي، مستخدمًا العديد من الوثائق والمخطوطات، أن اللغة الأذربيجانية القديمة (المعروفة أيضًا باسم "الأذربيجانية" أو "الأذرية") لا ينبغي تصنيفها كعضو في اللغات التركية، بل كلغة إيرانية، سليلة اللغة الميدية.
كانت هذه الرسالة، التي كانت أول عمل جدي لكسراوي، مؤثرة للغاية في جميع أنحاء العالم وأدت إلى ظهور نظرية جديدة في إيران حول وجود جذور إيرانية في اللغة الأذرية.
على حد تعبير الموسوعة الإيرانية المنشورة في الولايات المتحدة الأمريكية:
حقق هذا الكتاب نجاحًا أكاديميًا عالميًا. ويُعدّ نشره تأكيدًا على الرابطة الراسخة بين الإيرانيين الناطقين بالتركية وإيران. وكان البحث في العلاقة اللغوية بين الإيرانيين في الماضي تأكيدًا على وحدتهم اللغوية في المستقبل، ووسيلةً لإثبات أن كل إيراني يفتخر بهويته المتواصلة.

## الخلفية التاريخية

### الجذور التاريخية
في العصور القديمة، كانت الهضبة الإيرانية وآسيا الوسطى (بلاد ما وراء النهر) موطنًا للشعوب الإيرانية مثل الصغديين والبلخيين، الذين أسسوا حضارات مزدهرة ودولًا في مناطق مثل بخارى وسمرقند؛ مثل مملكة فرغانة. مع مرور الزمن، بدأت القبائل التركية هجرةً من سهوب منغوليا غربًا مثل آسيا الوسطى وشمالًا مثل تتار الفولغا، مما أدى إلى تداخل ثقافي ولغوي بين الفرس والترك في آسيا الوسطى؛ مع بقاء الطابع الإيراني الثقافي.

### العصر الإسلامي
مع الفتح الإسلامي لبلاد ما وراء النهر، أصبحت المنطقة مركزًا للعلم والثقافة الإسلامية. ومع ضعف سيطرة العباسيين، برزت دول إسلامية في آسيا الوسطى مثل الدولة السامانية التي كانت فارسية الهوية، زاد اعتماد العساكر والبلاط العباسي على العنصر التركي، مما أبرز هذا العنصر واستقطبه أكثر ناحية الشرق، فرزَت دول مثل الدولة الغزنوية التي كانت تركية. لاحقًا، أسس السلاجقة دولة قوية جمعت بين القوة العسكرية التركية والحضارة الفارسية، مما أدى إلى نشوء ثقافة هجينة تُعرف بالثقافة التركية الفارسية. وقد زاد الوجود التركي في غرب آسيا بعد معركة ملاذكرد، حيث استطاعوا الهجرة إلى آسيا الصغرى (الأناضول).

### الغزو المغولي
بعد هزيمة المغول لشعب تركي يُسمى التتار، اعتمدوا عليهم خلال غزوهم للعالم، وقد استقر التتار في منطقة الفولغا شمالًا (فيما يُعرف اليوم بروسيا) أثناء هجراتهم قبل الغزو، وعند وصول جيش المغول دخلوا في الإمبراطورية المغولية؛ فكانوا من طليعة جيشهم، مما كثَّف الهيمنة التركية. لاحقًا، أسسوا خانات مستقلة مثل خانية قازان، حتى ضمتها روسيا في القرن السادس عشر. وقد ظهرَت دول تركية مغولية مثل الدولة التيمورية.

### الصفويون والعثمانيون
زاد تأثير الأتراك على العالم الإسلامي، فحكم الصفويون الأتراك معظم مناطق النفوذ الإيرانية، مثل إيران، والقوقاز، وأجزاء من الأناضول، وأفغانستان وطاجيكستان؛ في حين هيمنَت القبائل التركية على المناطق الإيرانية الأخرى فمثلًا تزايد الوجود الأزبكي في سمرقند وبخارى. أما العثمانيون فحكموا مناطق أكثر تعددية مثل الشام ومصر والحجاز، والأناضول، وشمال أفريقيا، وبعض شرق أوروبا.

## أذربيجان الإيرانية والتركية
اللغة الأذرية الحديثة تنتمي إلى اللغات التركية، وتحديدًا فرع الأوغوز (الغزيّة). ومع ذلك، هناك جدل بسبب وجود لغة أذرية قديمة من أصول إيرانية كانت تُستخدم في المنطقة قبل انتشار التركية. وقد زاد هذا النقاش وجود محافظة أذربيجان الإيرانية، ودولة أذربيجان الحديثة حيث كانت أذربيجان ضمن إيران، ولكن خسرَت إيران القوقاز لصالح روسيا في الحروب الفارسية الروسية، فأصبح نصف المنطقة (أو ما يُعرف اليوم بأذربيجان) تابعًا للاتحاد السوفيتي حتى أعلنَت استقلالها في 21 تشرين الثاني 1990.

## المفهوم
كان دافع كسراوي لكتابة هذا العمل سياسيًا. نشر هذا العمل في فترة من الجدل الحاد بين الصحف الموجودة في إيران وإسطنبول (أي تركيا) وباكو (أي جمهورية أذربيجان السوفييتية) حول أصل الأذربيجانيين. وبعد دراسة كلا الحجتين، توصل كسراوي إلى أن ادعاءات الصحفيين الأتراك شعبوية لا أساس لها من الصحة وغير أكاديمية، وأن ردود الصحفيين الإيرانيين "لا تستند إلى معرفة تاريخية".
في هذا الكتاب، طرح كسراوي لأول مرة نظرية مفادها أن لغة منطقة أذربيجان في شمال غرب إيران كانت لغة من عائلة اللغة الإيرانية حتى بضعة قرون قبل السيطرة التركية في هذه المنطقة. وفقًا للأدلة التاريخية، أطلق على هذه اللغة اسم الأذرية. أدى هذا الكتاب إلى شهرة كسراوي في الأوساط العلمية الإيرانية وأصبح عضوًا في الأوساط العلمية في الخارج. إن الطبعة الأولى من الكتاب، وبالتالي معالجة النظرية، كانت تعتمد على السياقات التاريخية فقط. وفي وقت لاحق، درس كسراوي علم اللغة، وفي الطبعات اللاحقة من الكتاب، تناول أيضًا هذه النظرية وفقًا لأسسها اللغوية.
وقد حفزت أبحاث كسراوي الباحثين على البحث عن بقايا تلك اللغة التاريخية في مناطق مختلفة من أذربيجان وإيجاد أمثلة أخرى لهذه اللغة. وتضيف إيرانيكا:
لاقى هذا الكتاب صدىً واسعًا بين الباحثين. ومع ذلك، لم يخلو من الجدل منذ ذلك الحين. فإلى جانب أهميته العلمية، يُمكن اعتبار نشره على المستوى السياسي تأكيدًا على التزام الناطقين باللغة التركية في إيران الراسخ تجاهها. يُظهر الاستقبال الحماسي لهذا الكتاب من قِبل المثقفين في تلك الفترة بوضوح كيف أن أي نقاش يُشكك في الوحدة الوطنية قد أغضبهم. كانت هذه الوحدة، نظريًا، قائمة على الوحدة اللغوية لجميع الإيرانيين. وإذا كان الواقع يُشكك في هذه الوحدة، فمن الضروري البحث في الماضي لتبرير تحقيقها في الحاضر. وهكذا ساهم كسراوي في تأريخ ذي أهمية وطنية، بهدف تعزيز عملية بناء الهوية المستمرة والديناميكية للغاية.

وقد تم التعرف على المعالم التاريخية لكسراوي من علماء آخرين. يقول فلاديمير مينورسكي عن كسراوي: "يتمتع كسراوي بروح المؤرخ الصادق. فهو دقيق في التفاصيل وفي العرض ولا يُبدي تحيزًا في بحثه"

## الإرث
كانت رسالة الأذرية أو اللغة العريقة لأذربيجان بمثابة بداية موجة جديدة في التأريخ واللغويات في إيران. منذ نشر هذه الرسالة، أُجريَت أبحاث مختلفة بناءً على هذا الكتاب حول أصل اللغة الأذربيجانية. وفي وقت لاحق، كتب أساتذة ولغويون ومستشرقون أجانب وإيرانيون مقالات لدعم الرسالة الأذربيجانية.

## روابط خارجية
الأذري لموليفي أحمد كسراوي تبريزي